# Kjersing Ringvej
 Kjersing Ringvej er en firesporet ringvej gennem bydelen Kjersing i det nordlige Esbjerg.  
Ringvejen er med til at fordele trafik fra det nordlige Esbjerg ud til Vestvejen sekundærrute 463 der går mod Billum, og primærrute 12 der går mod Herning og Esbjergmotorvejen E20 ved tilslutningsanlæg 75 der går mod Kolding og Esbjerg Centrum og Esbjerg Havn. 
Vejen leder trafikken nord om Esbjerg Centrum så den ikke bliver belastet af så meget gennemkørende trafik.
Vejen forbinder Esbjergmotorvejen E20 øst med Gjesing Ringvej i vest.